# Opérations de l'Axe dans les eaux australiennes
Vous lisez un « bon article » labellisé en 2012.
Pour un article plus général, voir Histoire militaire de l'Australie pendant la Seconde Guerre mondiale.

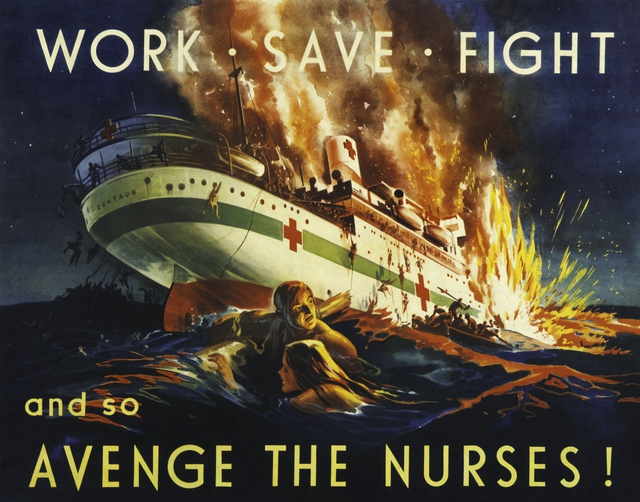
Affiche de propagande appelant les Australiens à venger le naufrage du navire-hôpital Centaur coulé par le sous-marin japonais I-177 en mai 1943

Durant la Seconde Guerre mondiale, plusieurs opérations de l'Axe se déroulent dans les eaux australiennes. Au total, 54 sous-marins et navires de guerre allemands et japonais ont évolué dans les eaux australiennes entre 1940 et 1945, attaquant bateaux et ports. Parmi les opérations les plus connues figurent la bataille entre le Sydney et le Kormoran en 1941, le bombardement de Darwin par des avions de la marine japonaise en février 1942 et l'attaque dans la baie de Sydney effectuée par des sous-marins de poche japonais en mai 1942. À cela s'ajoutent les pertes subies par la marine civile des Alliés dont plusieurs bateaux sont coulés ou endommagés dans les eaux australiennes. Des sous-marins japonais bombardent plusieurs ports et des avions de reconnaissance basés sur les sous-marins japonais survolent plusieurs capitales d'État australiennes.
L'augmentation de l'activité de l'Axe autour de l'Australie est graduelle. Jusqu'en 1942, elle est limitée à des attaques sporadiques de croiseurs auxiliaires allemands. Le volume des attaques connait un pic début 1942 quand les sous-marins japonais commencent à patrouiller le long des côtes australiennes à la recherche d'objectifs à couler et que l'aviation navale de ce pays bombarde plusieurs villes d'Australie septentrionale. L'offensive des sous-marins japonais est relancée durant la première moitié de l'année 1943, mais cesse à mesure que les Alliés reprennent l'offensive dans le théâtre Pacifique. Peu de bâtiments de l'Axe opèrent dans les eaux australiennes entre 1944 et 1945 et leur effet est très limité.
En raison du caractère épisodique des attaques et du nombre relativement faible de bâtiments militaires employés, l'Allemagne et le Japon n'ont pas réussi à désorganiser la navigation au large de l'Australie. Bien que les Alliés aient dû déployer des forces substantielles pour sécuriser l'approche des côtes australiennes, ces attaques n'ont pas eu de conséquences significatives sur l'effort de guerre australien ni sur les opérations dirigées par les Américains dans le théâtre du sud-ouest du Pacifique.

## Système de défense australien

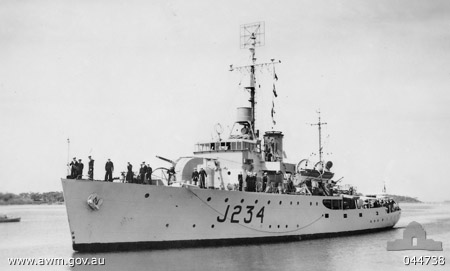
La corvette de classe Bathurst. Cette classe de navires était habituellement utilisée pour l'escorte de convois dans les eaux australiennes.

Le terme d'« eaux australiennes » employé dans cet article désigne la zone couverte par l'Australia station, le centre de commandement naval australien avant-guerre. Elle comprend un immense territoire, les eaux entourant l'Australie et la Nouvelle-Guinée orientale ainsi que tout le secteur allant du continent australien à l'Antarctique. Elle couvre d'est en ouest les zones comprises entre le 170e degré est dans l'océan Pacifique et le 80e degré est dans l'océan Indien. Du nord au sud elle s'étend entre l'équateur et l'Antarctique. Bien que la moitié orientale de l'île de Nouvelle-Guinée soit comprise dans le commandement australien, les opérations japonaises dans ces eaux s'effectuent dans le cadre des campagnes de Nouvelle-Guinée et des îles Salomon et ne sont pas dirigées directement contre l'Australie.

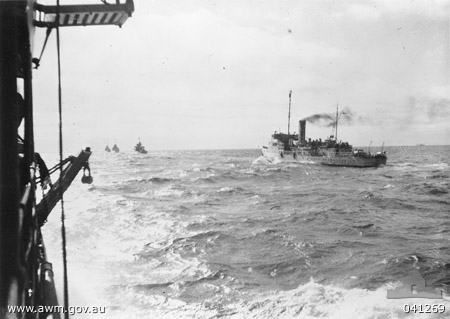
Quatre dragueurs de mine à proximité de la péninsule de Wilson fin 1940

La défense des eaux australiennes est la préoccupation majeure de la Royal Australian Navy (RAN) au cours de la guerre. Les navires de la marine australienne servent fréquemment en dehors de l'Australia station, mais des navires escorteurs et des dragueurs de mines sont durant toute la guerre disponibles pour assurer une protection de la navigation dans les eaux australiennes. Ces missions de convoyage sont assurées par quelques grands navires de guerre, des croiseurs et des croiseurs auxiliaires (d'anciens navires de commerce réquisitionnés et armés par la marine). Les transports de l'armée sont escortés dès le début de la guerre, mais les convois ne sont institués dans les eaux australiennes qu'en juin 1942. Les autorités navales australiennes fermeront néanmoins les ports à la navigation à plusieurs reprises à la suite de la menace créée par la présence réelle ou supposée de bâtiments ennemis ou de mines avant juin 1942.

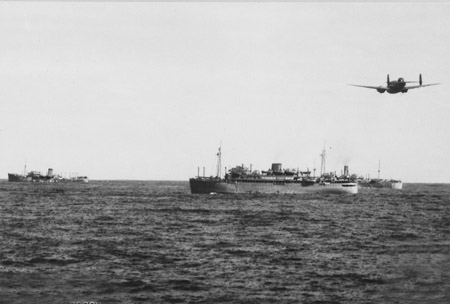
Un convoi de troupes escorté par un avion Lockheed Hudson de la RAAF

La Royal Australian Air Force (RAAF) est aussi chargée de la protection de la navigation dans les eaux australiennes. Tout au long de la guerre, les avions de la RAAF mènent des patrouilles de reconnaissance et de lutte anti-sous-marine depuis des bases aériennes situées sur tout le pourtour de l'Australie. Les principaux types d'appareils utilisés pour ces missions sont l'Avro Anson, le Bristol Beaufort, le Consolidated PBY Catalina et le Lockheed Hudson. Après le déclenchement de la guerre du Pacifique, des escadrons d'avions de chasse de la RAAF sont stationnés à proximité des ports stratégiques d'Australie afin de les protéger et escortent les navires là où des attaques sont craintes.

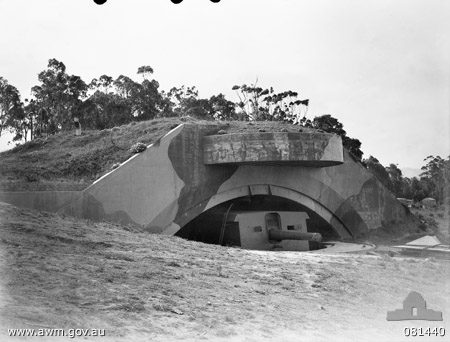
Canon de défense côtière près de Port Kembla en 1944.

La présence alliée dans les eaux australiennes est considérablement accrue après l'entrée en guerre du Japon et le renforcement consécutif de la présence de l'armée américaine dans la zone. Les forces navales bénéficient du soutien aérien des avions de la RAAF aidés ensuite dans leur tâche par les avions de la marine américaine. À la suite des premières attaques de sous-marins japonais un système de convois est institué entre les ports australiens et, à la fin des hostilités, en tout, la RAN et la RAAF ont escorté 1 100 convois le long des côtes australiennes. Après le déplacement du front vers le nord consécutif à la contre-attaque alliée, les attaques dans les eaux australiennes deviennent moins fréquentes, le nombre de bateaux et d'avions affectés à la protection de l’Australia station est considérablement réduit.
L'Australian Army construit des systèmes de défense fixes pour protéger les principaux ports du pays contre les attaques des bâtiments de surface hostiles. Le système de défense côtier est étendu quand la menace contre l'Australie augmente entre 1940 et 1942 et il est porté à son maximum en 1944. La RAN a, elle, pour tâche de développer et de maintenir des systèmes de défense dans les baies des principaux ports australiens. Ces défenses consistent en des barrières anti-sous-marines fixes agrémentées de champs de mines. Elles aussi sont considérablement renforcées quand la pression sur l'Australie augmente.
Bien que la défense navale et aérienne ne soit jamais assez puissante pour être à même de repousser une attaque massive et coordonnée, elle s'avère suffisante pour organiser des patrouilles défensives face aux attaques sporadiques et le plus souvent prudentes de l'Axe.

## 1939-1941

### Croiseurs auxiliaires allemands en 1940

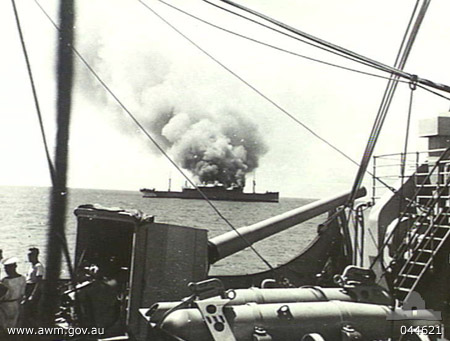
Le navire de commerce sabordé par son équipage lors de son interception par le.

Alors que des croiseurs auxiliaires opèrent dans l'ouest de l'océan Indien en 1939 et au début de 1940, ils n'entrent dans les eaux australiennes que dans la seconde moitié de l'année 1940. La première opération visant des bateaux de l'Axe a lieu contre les navires de commerce italiens Remo et Romolo qui se trouvent dans les eaux australiennes quand l'Italie entre en guerre le 11 juin 1940 (date australienne). Alors que le Remo est facilement arraisonné à quai à Fremantle, le Romolo est plus difficile à capturer. Il quitte Brisbane le 5 juin et fait cap vers l'Italie. Après une recherche maritime et aérienne il est intercepté par le Manoora à proximité de Nauru. Son capitaine le saborde pour éviter sa prise.
Le croiseur auxiliaire Orion de la Kriegsmarine est le premier bâtiment à mener une opération hostile dans les eaux australiennes. Après avoir opéré au large de la pointe nord de la Nouvelle-Zélande et dans le Pacifique Sud, il entre dans les eaux de la mer de Corail, qui sépare l'Australie de la Nouvelle-Guinée, en août 1940 et s'approche à 220 km au nord-est de Brisbane le 11 août. Il fait ensuite cap vers la Nouvelle-Calédonie et coule le navire marchand français Notou le 16 août, puis le cargo britannique Turakina dans la mer de Tasman. L’Orion opère ensuite sans succès début septembre dans la grande baie australienne. Il dépose quatre mines à proximité d'Albany, en Australie-Occidentale, le 2 septembre. Après avoir été repéré par un avion, il fait cap vers le sud-ouest puis entame sans succès une patrouille de l'océan Austral et finit par faire cap vers les îles Marshall pour se ravitailler auprès d'un pétrolier-ravitailleur. Il y arrive le 10 octobre.

Attaques allemandes dans le Pacifique occidental, décembre 1940 - janvier 1941

Le Pinguin, autre croiseur auxiliaire allemand, rentre dans l'océan Indien via l'Atlantique Sud en août 1940 et arrive au large de l'Australie-Occidentale en octobre. Il arraisonne un navire-citerne norvégien de 8 998 tonnes, le Storstad au large du North West Cape le 7 octobre puis fait cap vers l'est avec sa prise. Il lâche des mines entre Sydney et Newcastle le 28 octobre et le Storstad pose des mines au large de l'État de Victoria dans les nuits du 29 au 31 octobre. Le Penguin pose encore des mines au large d'Adélaïde début septembre. Les deux navires font ensuite cap vers l'ouest en direction de l'océan Indien. Ils ne sont pas repérés durant leurs opérations au large des côtes orientales et méridionales de l'Australie et parviennent à couler trois navires. Les mines posées par le Storstad causent la perte de deux bateaux au large de la péninsule de Wilson début novembre et les mines posées autour de Sydney par le Pinguin coulent un navire. Un autre est endommagé au large d’Adélaïde après avoir déclenché la mise à feu d'une mine. Le Pinguin parfait son tableau de chasse dans les eaux australiennes en coulant trois cargos dans l'océan Indien en novembre.
Le 7 décembre 1940, les croiseurs auxiliaires Orion et Komet arrivent au large de Nauru, une petite île riche en phosphate située juste au sud de l'équateur et administrée par l'Australie. En 48 heures, les bateaux allemands coulent quatre navires évoluant autour de l'île en attente de leur chargement de phosphate. Les navires allemands déposent ensuite leurs nombreux prisonniers sur l'île d'Emirau puis le Komet tente sans succès de miner l'entrée de la base stratégique de Rabaul, le 24 décembre, et revient attaquer Nauru le 27 décembre. Il bombarde alors les infrastructures portuaires causant l'arrêt des exportations de phosphate pendant dix semaines. Cette attaque est la dernière opération allemande dans les eaux australiennes jusqu'en novembre 1941.

### Croiseurs auxiliaires allemands en 1941
Après leurs raids sur Nauru, le Komet et l’Orion font cap vers l'océan Indien, passant au sud de l'Australie respectivement en février et en mars. Le Komet pénètre à nouveau dans les eaux australiennes pour rejoindre la Nouvelle-Zélande et l’Atlantis fait cap vers l'est, traversant l'extrême sud des eaux australiennes en août. Jusqu'en novembre, les seules pertes enregistrées dans les eaux australiennes sont dues à des mines posées par la Kriegsmarine en 1940. Le petit chalutier Millimumul est touché par une mine le long de la côte de la Nouvelle-Galles du Sud, sept marins trouvent la mort. En Australie-Méridionale, deux démineurs sont tués le 14 juillet alors qu'ils tentent de désamorcer une mine échouée sur le rivage.
Le 19 novembre 1941, le croiseur léger australien Sydney, connu pour ses faits d'armes lors de la bataille de la Méditerranée, croise dans l'océan Indien le Kormoran, autre croiseur auxiliaire allemand, qui navigue sous les couleurs néerlandaises, affichant le nom de Straat Malakka, à environ 240 km au sud-ouest de Carnarvon en Australie-Occidentale. Le Sydney somme le Kormoran de prouver son identité. Durant l'opération d'interception le capitaine du Sydney approche dangereusement son bâtiment du navire ennemi. Les Allemands du Kormoran acculés par les Australiens utilisent alors toute leur puissance de feu contre le Sydney. Lors de la bataille qui s'ensuit les deux navires sont gravement touchés et coulent. L'ensemble des 645 membres d'équipage du Sydney meurent au combat ou en mer en l'attente de secours ainsi que 78 marins allemands du Kormoran.
Le Kormoran est le seul navire de l'Axe à avoir mené des attaques dans les eaux australiennes en 1941 et le dernier bâtiment de surface de l'Axe à rentrer dans cet espace maritime jusqu'en 1943. L'hypothèse selon laquelle un sous-marin de l'armée japonaise participe à l'attaque contre le Sydney n'est étayée par aucun fait. Le seul navire allemand à entrer dans les eaux australiennes en 1942 est le forceur de blocus et navire de ravitaillement Ramses, coulé par l'Adelaide et le Jacob van Heemskerck le 26 novembre peu après que le Ramses a quitté Batavia pour la France. L'équipage allemand survit au naufrage et est fait prisonnier.

## 1942

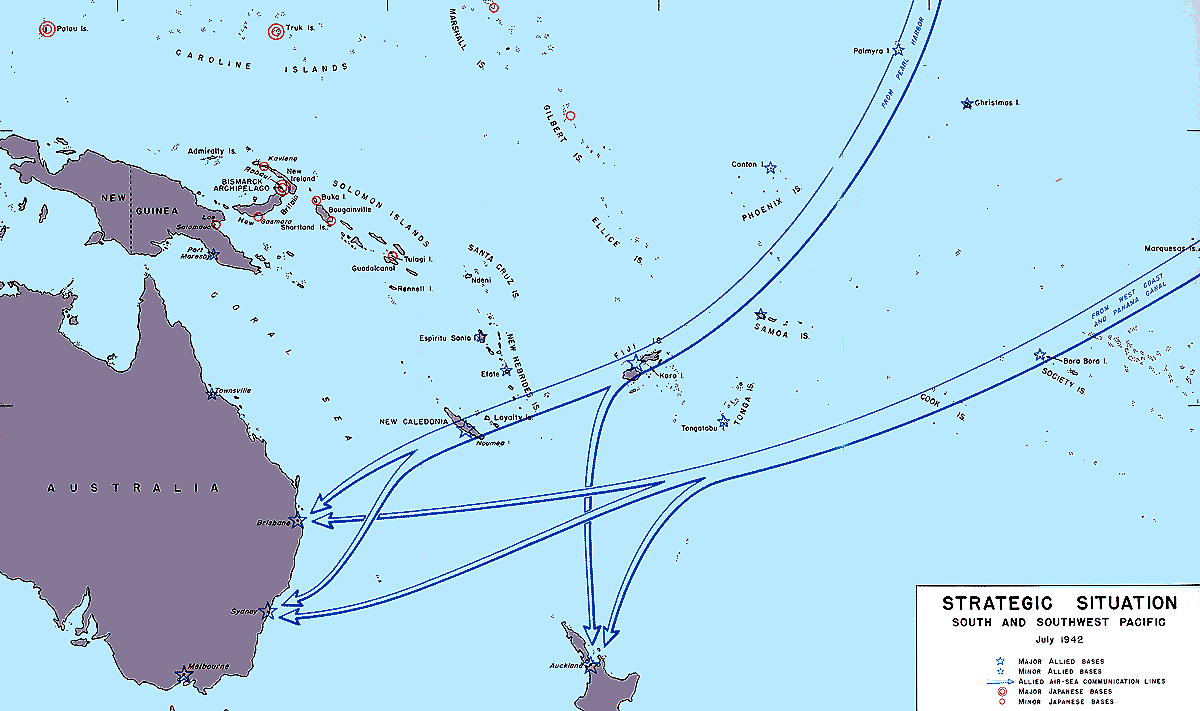
Les axes de navigation entre les États-Unis, l'Australie et la Nouvelle-Zélande en juillet 1942. Les terminaisons australiennes de ces liaisons sont ciblées par des sous-marins japonais de mai à août 1942.

La menace navale en Australie s'accroit significativement quand débute la guerre du Pacifique. Durant la première moitié de 1942, les Japonais mènent une campagne planifiée dans les eaux australiennes. Leurs sous-marins s'en prennent au trafic maritime et les porte-avions japonais montent une attaque dévastatrice contre le port stratégique de Darwin situé dans le nord du pays. En réponse à ces attaques, les Alliés augmentent les moyens alloués à la protection de la navigation dans les eaux australiennes.

### Premières patrouilles sous-marines japonaises (janvier-mars 1942)
Les premiers sous-marins japonais à entrer dans les eaux australiennes sont le I-121, le I-122, le I-123 et le I-124 de l'escadron sous-marinier no 6 de la marine impériale japonaise. Ils agissent en soutien à l'offensive japonaise dans les Indes orientales néerlandaises. Ils déposent des mines autour de Darwin et dans le détroit de Torrès entre le 12 et le 18 janvier 1942. Ces mines ne font aucune victime.
Après avoir achevé leur mission de piégeage, les bâtiments japonais restent en observation au large de Darwin afin de renseigner la flotte japonaise sur les mouvements des Alliés. Le 20 janvier 1942, les corvettes de classe Bathurst : le Deloraine, le Katoomba et le Lithgow coulent le I-124 à proximité de Darwin. Il s'agit du seul sous-marin de taille normale coulé par la Royal Australian Navy dans les eaux australiennes lors de la Seconde Guerre mondiale.

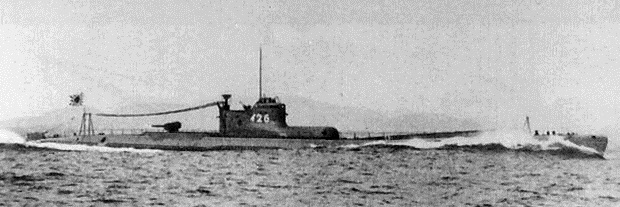
Le sous-marin japonais I-25

Après la conquête du Pacifique Ouest, les Japonais montent plusieurs patrouilles de reconnaissance dans les eaux australiennes. Trois sous-marins japonais (I-1, I-2 et I-3) opèrent au large de l'Australie-Occidentale en mars 1943. Ils coulent les cargos Parigi et Siantar le 1er et le 3 mars respectivement. Parallèlement, le I-25 mène une patrouille de reconnaissance le long de la côte orientale de l'Australie en février et mars. Durant cette expédition, Nobuo Fujita, un pilote embarqué dans le sous-marin effectue à bord de son hydravion Yokosuka E14Y des missions de reconnaissance au-dessus de Sydney (17 février), de Melbourne (26 février) et de Hobart (1er mars). Il réalise par la suite des reconnaissances au-dessus de Wellington et d'Auckland en Nouvelle-Zélande les 8 et 13 mars respectivement.

### Attaques de l'aviation navale japonaise (février 1942-novembre 1943)

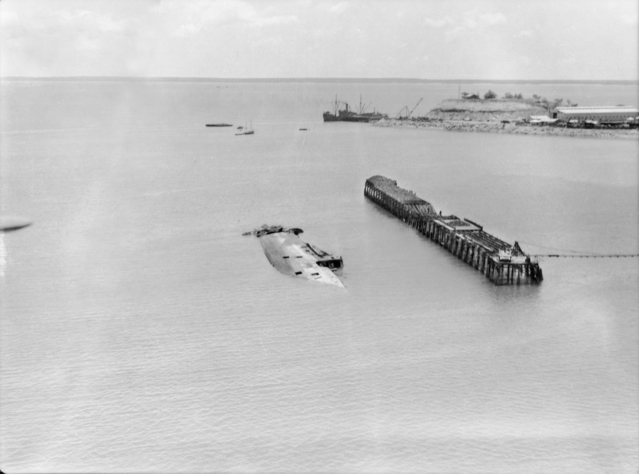
Un bateau coulé à proximité d'une jetée calcinée après le premier raid japonais sur la baie de Darwin.

Le bombardement de Darwin du 19 février 1942 est le raid le plus destructeur mené par l'aviation japonaise sur le continent australien. Ce jour-là, quatre porte-avions japonais, l’Akagi, le Kaga, le Hiryu et le Soryu, escortés par quatre croiseurs et neuf destroyers, font décoller depuis leur position dans la mer de Timor un total de 188 avions. L'aviation japonaise cause d'importantes destructions dans le port de Darwin et coule neuf navires. Plus tard dans la journée, 54 bombardiers lancés depuis la terre ferme provoquent des destructions supplémentaires à Darwin même et dans l'enceinte de la base aérienne de Darwin. Vingt avions alliés sont perdus. Le raid du 19 février fait un total de 251 morts et 300 à 400 blessés parmi les forces alliées. La plupart sont des marins étrangers. La défense australienne ne confirme la destruction que de quatre appareils japonais,. Les quatre porte-avions ayant participé à l'attaque seront coulés par la suite lors de la bataille de Midway en juin 1942.
Le bombardement de Darwin est le début d'une série d'attaques japonaises contre des objectifs situés en Australie. Trois porte-avions, le Shōhō, le Shōkaku et le Zuikaku, qui escortent la force d'invasion dépêchée contre Port Moresby en Nouvelle-Guinée en mai 1942, ont pour mission additionnelle de mener des bombardements contre les bases alliées du Nord Queensland une fois Port Moresby sous contrôle. Toutefois ces raids ne sont pas effectués, après l'annulation du débarquement de Port Moresby à la suite de la bataille de la mer de Corail, lors de laquelle les forces d'invasion japonaises perdent une grosse partie de leur couverture aérienne.
Les avions japonais mènent près de 100 raids, la plupart de faible intensité, contre l'Australie septentrionale en 1942 et 1943. Des appareils de l'aviation japonaise basés à terre participent à la plupart des 63 attaques qui touchent Darwin après le raid initial. La ville de Broome subit une attaque destructrice menée par l'aviation le 3 mars 1942 : au moins 88 personnes sont tuées. Des hydravions à longue portée opérant depuis les îles Salomon mènent quelques escarmouches contre des villes du Queensland.
Des avions de la marine japonaise opérant depuis la terre ciblent le trafic maritime au nord de l'Australie en 1942 et 1943. Le 15 décembre 1942, quatre marins sont tués dans l'attaque du cargo Period au large du cap Wessel. Le petit patrouilleur Patricia Cam est coulé par un hydravion japonais à proximité des îles Wessel le 22 janvier 1943, entrainant la perte de neuf marins et civils. Un autre marin civil est tué lorsque le navire marchand Islander est attaqué par un hydravion en mai 1943.

### Attaques sur Sydney et Newcastle (mai-juin 1942)

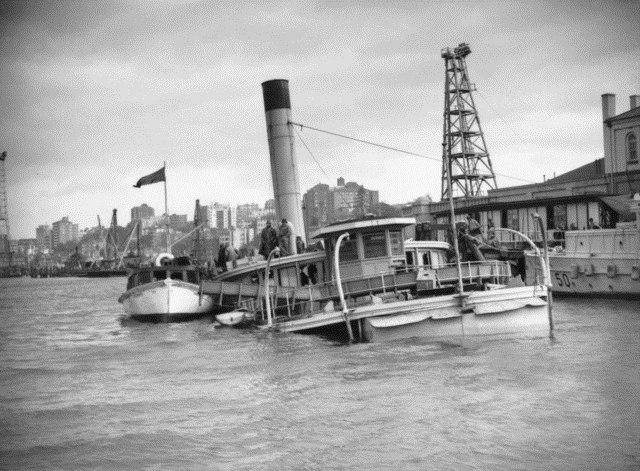
Le HMAS Kuttabul après l'attaque sur Sydney

En mai 1942, les stratèges japonais décident d'adopter une stratégie visant à isoler l'Australie des États-Unis en prenant Port Moresby en Nouvelle-Guinée, les îles Salomon, Fidji et la Nouvelle-Calédonie. Ce plan est mis à mal après la défaite de la bataille de la mer de Corail et définitivement reporté après la bataille de Midway. Après la défaite de la flotte de surface japonaise, des sous-marins de la marine impériale sont déployés afin de perturber les lignes de ravitaillement alliées en s'attaquant aux bateaux évoluant aux abords des principaux ports de la côte est de l'Australie.
Le 27 avril 1942, les sous-marins I-21 et I-29 quittent l'importante base navale des îles Truk dans l'archipel sous domination japonaise des Îles Carolines afin de mener des patrouilles de reconnaissance des ports alliés du Pacifique Sud. L'objectif de ces patrouilles est de trouver une cible pouvant convenir à des sous-marins de poche dont un groupe est affecté à des missions dans le Pacifique Sud. I-29 rentre dans les eaux australiennes en mai et attaque sans succès le 16 mai à proximité de Newcastle un cargo, le Wellen battant pavillon soviétique, pays qui n'est alors pas en guerre contre le Japon. L'hydravion de ce sous-marin survole Sydney le 23 mai 1942 à la recherche d'une concentration de navires de guerre dans la baie. Le I-21 part fin mai en repérage au large de Suva dans les îles Fidji, puis d'Auckland en Nouvelle-Zélande, mais ne trouve dans aucun de ces deux ports de fortes concentrations de bâtiments ennemis.
Le 18 mai 1942, le détachement oriental de la seconde flottille spéciale d'attaque quitte l'atoll de Truk sont le commandement du capitaine Hankyu Sasaki. Le groupe est composé du I-22, du I-24 et du I-27. Chaque sous-marin emporte un submersible de poche de la classe Kō-hyōteki. Après analyse des repérages de I-21 et I-29, les trois sous-marins reçoivent le 24 mai l'ordre d'attaquer Sydney. Ils rejoignent I-21 et I-29 à 56 km au large de Sydney le 29 mai. L'hydravion du I-21 conduit aux aurores le 30 mai un vol de reconnaissance au-dessus de la baie de Sydney qui confirme la présence de la concentration de bâtiments ennemis repérés par l'aéronef du I-29 et la faisabilité d'une attaque de sous-marins de poche.

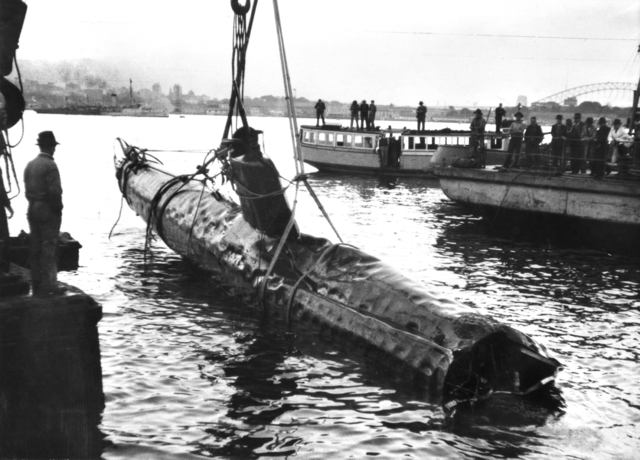
Un sous-marin de poche japonais de la classe Kō-hyōteki repêché de la baie de Sydney.

La nuit du 31 mai 1942, trois sous-marins de poche sont lancés aux abords de l'entrée de la baie de Sydney. Bien que deux de ces petits submersibles (le 22 et le A, aussi connu comme le 24) parviennent à pénétrer les défenses incomplètes de la baie, seul le sous-marin A parvient à attaquer la flotte alliée mouillant dans la baie. Il tire deux torpilles en direction du croiseur lourd américain USS Chicago. Les engins manquent leur cible, mais coulent le navire de dépôt HMAS Kuttabul et tuent 21 membres de son équipage. Elles endommagent aussi sérieusement le sous-marin néerlandais K IX. Les trois sous-marins de poche sont perdus lors de l'opération. Les numéros 22 et 27 sont envoyés par le fond par la défense australienne et le sous-marin A est sabordé par son équipage après être sorti de la baie.
À la suite de ce raid, le groupe de sous-marins japonais opère au large de Sydney et Newcastle. Il coule le caboteur Iron Chieftain à proximité de Sydney le 3 juin. La nuit du 8 juin, le I-24 bombarde les faubourgs orientaux de Sydney et le I-21 fait de même à Newcastle. Là, la défense de Fort Scratchley riposte, mais ne parvient pas à toucher l'ennemi. Bien que ces bombardements ne causent ni victimes ni dommages importants, ils font craindre d'autres attaques le long de la façade orientale de l'Australie. En conséquence de quoi, la Royal Australian Navy institue des convois entre Brisbane et Adelaide. Tous les navires de plus de 1 200 tonnes et avançant à moins de 12 nœuds doivent obligatoirement rejoindre des convois pour circuler entre les villes de la côte est. Les sous-marins japonais quittent les eaux australiennes fin juin 1942 après avoir encore coulé deux cargos. Comparé aux moyens engagés, le tableau de chasse des japonais est maigre.

### Patrouilles de sous-marins japonais ultérieures (juillet-août 1942)
Le répit est de courte durée pour la défense australienne. En juillet 1942, un groupe de trois sous-marins (I-11, I-174 et I-175) de l'escadre sous-marinière no 3 commencent de nouvelles opérations le long de la côte est. Ils coulent cinq navires (dont un petit chalutier) et en endommagent plusieurs autres entre juillet et août. Par ailleurs, le I-32 patrouille le long de la côte méridionale de l'Australie alors qu'il se rend de Nouvelle-Calédonie à Penang, mais il ne parvient à couler aucun bâtiment. Après la retraite de cette force en août, plus aucune attaque de sous-marins dans les eaux australiennes n'est enregistrée jusqu'en janvier 1943.
Bien que les sous-marins japonais coulent un total de 17 bateaux dans les eaux australiennes dont 14 à proximité des côtes, l'offensive sous-marine n'a pas d'impact décisif sur l'effort de guerre des Alliés dans le Pacifique Sud-Ouest ou sur l'économie australienne. Néanmoins, en forçant les navires cabotant à l'est de l'Australie à naviguer en convois, les Japonais réussissent à augmenter les délais de transport. Ceci se traduit par une réduction du volume des échanges. Le tonnage transporté chaque mois entre les ports australiens baisse de 7,5 % à 22 %. Les convois se montrent cependant efficaces car aucun navire convoyé dans les eaux australiennes en 1942 n'est coulé.

## 1943

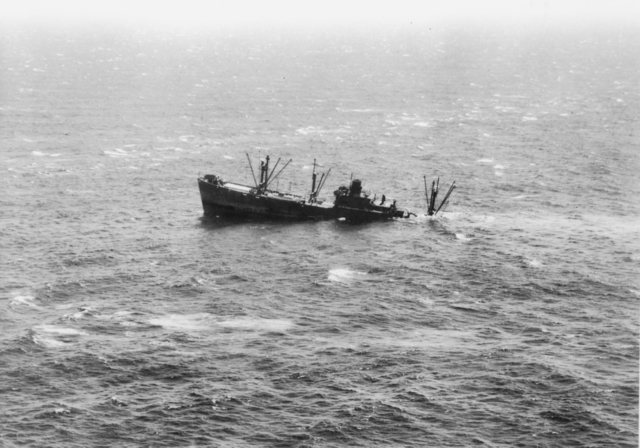
Le Liberty ship américain Starr King en train de couler après avoir été attaqué près de Port Macquarie le 10 février 1943.

Les sous-marins japonais reviennent dans les eaux australiennes en janvier 1943 et réitèrent leurs opérations ciblant la navigation au cours de la première partie de l'année. La marine japonaise mène aussi un bombardement de diversion contre Port Gregory, une petite localité d'Australie-Occidentale.

### Patrouilles de sous-marins le long de la côte est (janvier-juin 1943)
Le départ en mission le 7 janvier des sous-marins I-10 et I-21 basés à Rabaul marque le début de nouvelles opérations des sous-marins japonais dans l’Australia station. Ils rejoignent respectivement Nouméa et Sydney. Le I-21 arrive au large de la Nouvelle-Galles du Sud une semaine plus tard et opère le long de la côte est jusqu'à la fin février. Il coule six bateaux durant cette période ce qui fait de cette mission la plus efficace de toutes les opérations menées par des sous-marins dans les eaux australiennes pendant la guerre. L'hydravion du submersible à l'opportunité d'accomplir une mission de reconnaissance réussie au-dessus de la baie de Sydney le 19 février 1943.
En mars, le I-6 et le I-26 pénètrent dans les eaux australiennes. Le I-6 mouille des mines acoustiques fournies par l'Allemagne aux approches du port de Sydney, mais le champ de mines est découvert par le HMAS Swan et neutralisé avant qu'il ne fasse de victimes. Bien que le I-6 retourne à Rabaul après avoir monté son piège, la présence sous-marine japonaise est renforcée en avril par l'arrivée sur la zone de quatre bâtiments de l'escadre de sous-marins no 3 (I-11, I-177, I-178 et I-180) qui font cap vers la côte est de l'Australie où ils rejoignent le I-26. Les cibles de cette flottille sont les convois de troupes et de ravitaillement faisant la navette entre l'Australie et la Nouvelle-Guinée.
La flottille japonaise présente sur les lieux étant trop réduite pour bloquer complètement le trafic entre l'Australie et la Nouvelle-Guinée, le commandant de la formation disperse ses forces sur une distance considérable, du détroit de Torrès jusqu'à la péninsule de Wilson avec l'objectif d'endommager le plus de bâtiments possibles. L'offensive se poursuit jusqu'en juin et permet à cinq sous-marins japonais de couler neuf bateaux et d'en endommager plusieurs autres. Cinq des navires coulés sont attaqués alors qu'ils se trouvent dans des convois ce qui contraste avec l'année précédente durant laquelle les convois avaient été complètement épargnés. Les escorteurs ne parviennent pas à détecter les submersibles avant qu'ils ne lancent leur attaque ni à les poursuivre avec succès. La dernière attaque d'un sous-marin japonais le long de la côte est survient le 16 juin 1943 quand le I-174 coule le cargo Portmar et endommage le Landing Ship Tank américain LST 469 alors qu'ils naviguent dans un convoi le long de la côte nord de la Nouvelle-Galles du Sud.

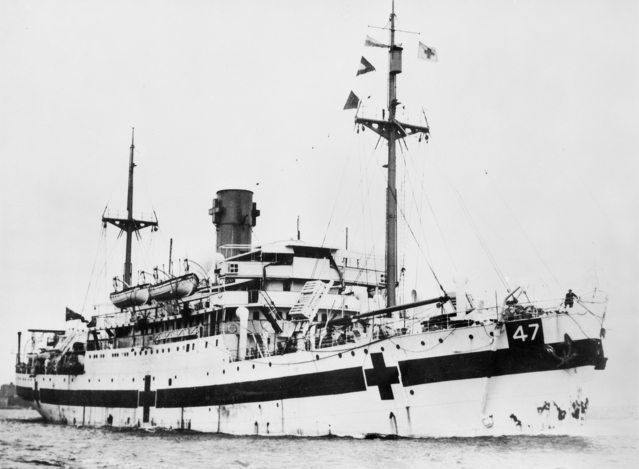
AHS Centaur

La plus importante perte de vies humaines provoquée par une attaque de sous-marins survient au cours des premières heures du 14 mai 1943 lorsque le I-177 torpille et coule le navire-hôpital Centaur au large de Point Lookout dans le Queensland. L'unique torpille tirée envoie par le fond le Centaur en moins de trois minutes. Les navires-hôpitaux sont protégés par les Conventions de Genève de 1949 et le fait que le commandant Hajime Nakagawa du sous-marin ait été au courant du statut de sa cible reste incertain. Bien que le navire arbore la croix-rouge et qu'il soit entièrement éclairé, la faible luminosité au moment de l'attaque peut expliquer le fait que l'officier japonais ne se soit pas aperçu qu'il s'agissait d'un navire-hôpital et qu'il ait attaqué par méprise le bâtiment. Néanmoins Hajime Nakagawa affiche de mauvais états de service en tant que commandant de sous-marin et sera plus tard condamné pour avoir fait mitrailler l'équipage d'un cargo dans l'océan Indien. Il est probable que la perte du Centaur soit due soit à l'incompétence de Nakagawa soit à son mépris des lois de la guerre. Cette attaque suscite une indignation populaire en Australie.
Les opérations menées par les sous-marins japonais dans le Pacifique cessent en juillet 1943 lorsque ceux-ci sont redéployés pour combattre les contre-offensives alliées dans le reste du Pacifique. Les derniers sous-marins à être dépêchés dans les eaux australiennes, le I-177 et le I-180 sont redirigés vers les îles Salomon peu avant qu'ils n'arrivent dans les eaux australiennes en juillet. Les autorités navales australiennes, qui redoutent de nouvelles attaques, restent cependant en alerte, et maintiennent le système de convois côtiers jusqu'à la fin de 1943 et qu'il devient clair que la menace est passée. Les convois au sud de Newcastle cessent le 7 décembre et les derniers convois le long de la côte nord-est, et entre l'Australie et la Nouvelle-Guinée, ont lieu respectivement en février et en mars 1944 .

### Bombardement de Port Gregory (janvier 1943)
A contrario de ce qui se passe au large de la côte orientale de l'Australie, seul un sous-marin japonais est dépêché dans le secteur occidental de l'Australia station en 1943. Le 21 janvier 1943, le I-165 quitte sa base de Surabaya à Java et fait cap sur l'Australie-Occidentale. Le submersible, sous la direction du lieutenant-commandant Kennosuke Torisu est chargé de créer une diversion lors de l'évacuation des troupes japonaises de Guadalcanal à la suite de leur défaite sur place. Un autre sous-marin, le I-166, entreprend un bombardement de diversion sur les îles Cocos le 25 décembre 1942. Il apparait que l'objectif premier de Torisu ait été de bombarder le port de Geraldton.
Après six jours de traversée cap au sud, le I-165 atteint Geraldton le 27 janvier. Cependant, Torisu croyant avoir observé un destroyer à proximité du port annule l'attaque. Le sous-marin se dirige alors vers le petit village de pêcheurs de Port Gregory. Aux alentours de minuit le 28 janvier, l'équipage du I-165 tire dix salves à partir du canon de 100 mm disposé sur le pont. Les tirs manquent complètement leur cible ne causant ni victimes, ni dégâts. Bien que l'attaque soit observée par des garde-côtes locaux, la nouvelle ne parvient au commandement allié qu'après que le rapport envoyé par Torisu est intercepté puis décodé, une semaine après les faits. Ainsi, le raid manque à son objectif; créer une diversion lors de l'évacuation des troupes de Guadalcanal.
Le I-165 retourne deux fois dans les eaux australiennes. En septembre 1943 il conduit une reconnaissance sans histoires le long de la côte nord-ouest puis il patrouille dans cette même zone entre le 31 mai et le 5 juillet 1944. Cette mission est la dernière menée par un sous-marin japonais dans les eaux australiennes.

### Croiseur auxiliaire Michel (juin 1943)

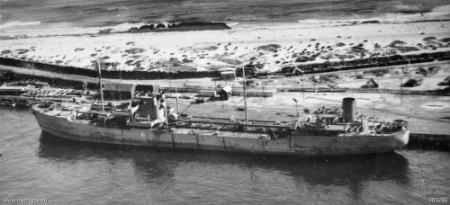
Le pétrolier norvégien Ferncastle à quai à Fremantle

Le croiseur auxiliaire Michel est le dernier bâtiment de surface allemand à entrer dans les eaux australiennes. Il part de Yokohama pour sa seconde campagne d'opérations le 21 mai 1943 et entre dans l'Océan Indien en juin. Le 14 juin il coule le navire-citerne norvégien Høegh Silverdawn (7 715 tonnes) à environ 2 900 km au nord de Fremantle. Le Michel complète ce succès deux jours plus tard en coulant un second navire citerne norvégien, le Ferncastle (9 940 tonnes) dans la même zone. Ces deux bateaux étaient alors en route pour le Moyen-Orient ; 47 marins et passagers alliés trouvent la mort. Le croiseur auxiliaire fait ensuite cap vers le sud de l'Australie et vers la Nouvelle-Zélande puis opère dans le Pacifique est coulant le 3 septembre l'India battant lui aussi pavillon norvégien à l'ouest de l'Île de Pâques alors que, venant du Pérou, il se dirige vers l'Australie,.

## 1944-1945
La menace de l'Axe décline à mesure que les Alliés parachèvent la reconquête du Pacifique en 1944. Durant les deux dernières années de la guerre, seuls trois navires sont coulés par les bâtiments de l'Axe dans les eaux australiennes. Bien que les Japonais mènent leur unique débarquement sur la côte australienne en 1944, il ne s'agit que d'une petite mission de reconnaissance. Alors que le danger s'éloigne, les forces de défense alliées assignées à la protection de l'Australie diminuent, mais ne disparaissent qu'à la fin de la guerre.

### Débarquement d'une mission de reconnaissance japonaise en Australie (janvier 1944)
Le gouvernement japonais n'adopte pas les plans d'invasion de l'Australie qui s'élaborent au Japon. Une seule opération terrestre a lieu en Australie. Entre le 17 et le 20 janvier 1944, des membres de l'unité de renseignement nommée Matsu Kikan (« Pin ») mènent une mission de reconnaissance dans la région de Kimberley très faiblement peuplée. Les japonais partent de la base de Kupang située à Timor à bord d'un petit navire civil réquisitionné, le Hiyoshi Maru (25 tonnes) camouflé en bateau de pêche. L'équipage mené par le lieutenant Susuhiko Mizuno de la marine compte trois membres de l'armée de terre, six membres de la marine impériale et quinze marins timorais. Leurs ordres lancés depuis le QG japonais de l'île d'Ambon dans les Moluques sont de vérifier des rapports selon lesquels l'armée américaine construit une base dans la zone. De plus, l'équipe du Hiyoshi Maru a pour mission de collecter des informations visant à fomenter des actions de guérilla sur le territoire australien.
L'expédition est escortée à l'aller par un bombardier en piqué Aichi D3A auquel on impute l'attaque d'un sous-marin allié pendant la mission. Le 17 janvier, le bateau évolue dans la zone du récif Ashmore puis, le jour suivant, l'équipage débarque sur Browse Island, un petit îlot inhabité situé à environ 160 km au nord-ouest des côtes australiennes.
Le 19 janvier au matin ils s'engagent dans la petite baie de York. Bien que l'équipage aperçoive des fumées provenant de collines situés à l'est de leur position, ils ancrent le navire et le camouflent avec des branchages. Les historiens locaux rapportent que les japonais débarquent à proximité de l'embouchure des rivières Roe et Moran,. Ils explorent alors la zone pendant deux heures et, certains membres de la mission filment le terrain avec des caméras 8 mm. L'équipage dort ensuite à bord du Hiyoshi Maru puis reconnait de nouveau la côte le jour suivant avant de retourner à Kupang. Les Japonais ne croisent personne ni aucun signe récent d'activité humaine là où ils débarquent. Le bilan militaire de cette action est nul, aucune information stratégique n'y étant collectée. Les seuls témoins de cette mission secrète sont les membres d'une petite équipe de construction de la RAAF chargés de l’établissement de la base aérienne de Mungalalu Truscott à 25 kilomètres de la zone de débarquement qui rapportent entendre des bruits de moteurs de bateaux.

### Opérations japonaises dans l'océan Indien (mars 1944)

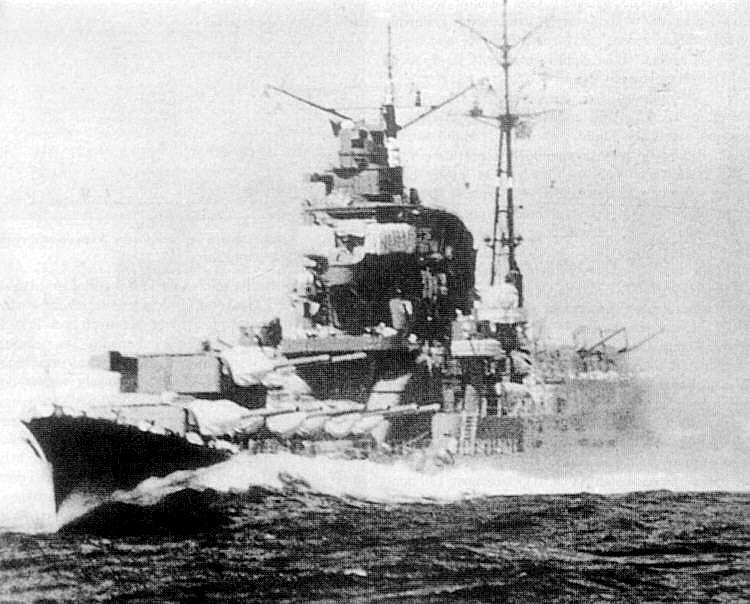
Le croiseur lourd japonais Chikuma.

En février 1944, la flotte combinée japonaise se retire de sa base de l'atoll Truk et est répartie entre les Palaos et Singapour. L'apparition d'une force navale puissante à Singapour fait craindre aux Alliés que les Japonais entreprennent de nouvelles campagnes dans l'océan Indien contre l'Australie-Occidentale.
Le 1er mars 1944, un escadron constitué des croiseurs lourds Aoba (navire amiral), Tone et Chikuma, sous le commandement du vice-amiral Naomasa Sakonju, partent du détroit de la Sonde avec pour mission d'attaquer les navires alliés transitant entre Aden, port yéménite sous autorité britannique et Fremantle, en Australie-Occidentale. Leur seule victime est le bateau à vapeur britannique Behar qui est coulé à mi-chemin entre Ceylan et l'Australie le 9 mars 1944. À la suite de cette attaque l'escadron rebrousse chemin et se réfugie à Batavia par crainte que les Alliés n'aient intercepté le message de détresse du Behar et ne ripostent. Bien que 102 rescapés du navire britanniques soient récupérés par le Tone, 82 d'entre eux sont tués après l'arrivée du croiseur à Batavia le 16 mars.
Après la guerre, le vice-amiral Sakonju est condamné à mort pour crimes de guerre. Parmi les charges auxquelles il doit répondre figure le massacre de ces prisonniers. Le capitaine Haruo Mayazumi commandant du Tone est lui condamné à sept ans d'emprisonnement. Cette sortie est le dernier des raids montés par des navires de surface de l'Axe contre le transport maritime de l'alliance sur tous les théâtres de la Seconde Guerre mondiale.
Bien que cette opération japonaise ne soit pas couronnée de succès, les mouvements ennemis provoquent une réaction alliée de grande ampleur. Début mars 1944, le renseignement allié rapporte que deux cuirassés escortés par des destroyers ont quitté Singapour en direction de Surabaya et un sous-marin américain repère au radar deux grands bateaux japonais évoluant dans le détroit de Lombok. L'état-major australien rapporte alors au gouvernement le 8 mars qu'il existe un risque que cette flottille entre dans l'océan Indien et attaque Fremantle. En réponse, les autorités australiennes mettent en état d'alerte la défense terrestre et navale de Fremantle, on ordonne à tous les bateaux présents dans le port de fuir et plusieurs escadrons de la RAAF sont redéployés dans des bases d'Australie-Occidentale.
L'alerte se révèle néanmoins être sans objet. Les bateaux détectés dans le détroit de Lombok font en fait partie les croiseurs légers Kinu et Oi qui couvrent la retraite de la flotte des bâtiments de surface de l'océan Indien central. L'alerte est levée à Fremantle le 13 mars et les escadrons de la RAAF dépêchés rejoignent leurs bases situées dans l'est de l'Australie le 20 mars.

### Offensive des sous-marins allemands (septembre 1944-janvier 1945)
Le 14 septembre 1944, le dirigeant de la Kriegsmarine, le Großadmiral Karl Dönitz, approuve un plan visant à dépêcher
deux U-Boote de type IX dans les eaux australiennes avec pour objectif d'occuper la défense anti-sous-marine alliée sur un théâtre secondaire. Les submersibles participant au raid sont choisis dans le Monsun gruppe, une formation de U-Boote opérant dans le Pacifique et l'océan Indien. Les deux bâtiments sélectionnés sont le U-168 et le U-862. Un autre sous-marin, le U-537 est inclus dans le groupe en septembre.

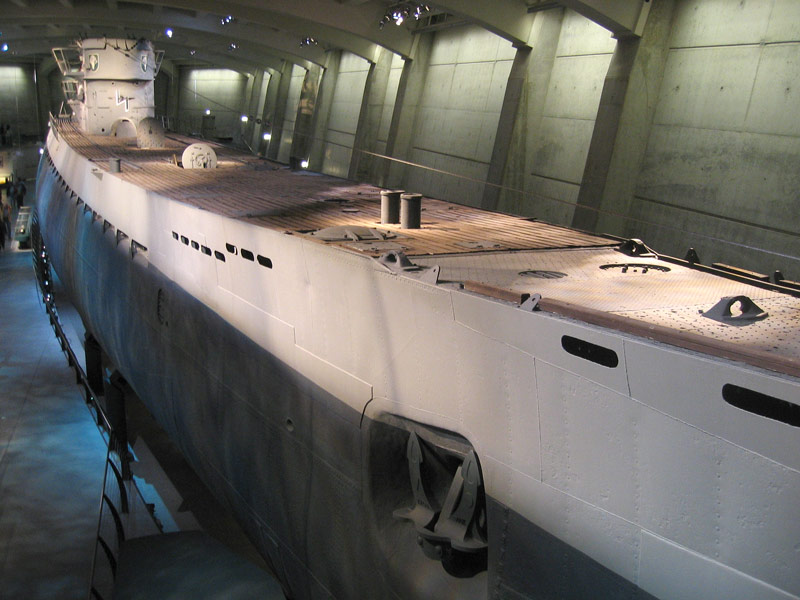
Un U-boot de type IX similaire aux sous-marins envoyés dans les eaux australiennes.

En raison des difficultés qu'ont les Allemands à assurer la maintenance de leurs U-Boote dans les bases japonaises, les appareils ne sont lancés depuis leurs bases de Penang et Batavia que début octobre. À cette date, les Alliés ont intercepté et décodé des messages allemands et japonais exposant les détails de la mission et sont en mesure d'envoyer des sous-marins à leur poursuite. Le sous-marin néerlandais Zwaardvisch coule U-168 le 6 octobre au large de Surabaya et le sous-marin américain USS Flounder coule le U-537 le 10 novembre à l'extrémité nord du détroit de Lombok. De par la priorité donnée aux opérations dans les eaux australiennes, le U-196 est désigné pour remplacer le U-168 sur cette zone. Néanmoins il disparait dans le détroit de la Sonde peu de temps après avoir appareillé de Penang le 30 novembre. La cause de la perte de ce bâtiment est inconnue, mais il est probable qu'elle soit due à un accident ou à une avarie mécanique.
Le seul bâtiment rescapé de l'opération allemande, le U-862 commandé par le capitaine de corvette Heinrich Timm, part de Batavia le 18 novembre 1944 et arrive au large de la pointe sud-ouest de l'Australie-Occidentale le 26 novembre. Le sous-marin a de grandes difficultés à trouver des cibles. Les autorités navales australiennes, averties de son approche, ont en effet dérouté le trafic maritime des routes habituellement suivies. Le U-862 attaque sans succès le cargo grec Ilissos au large de la côte méridionale de l'Australie le 9 décembre. Le mauvais temps gêne les Allemands puis les efforts de leurs poursuivants australiens qui tentent de localiser le U-Boot.
À la suite de l'attaque du Ilissos, le U-862 longe la côte orientale de l'Australie. C'est le seul sous-marin allemand à opérer dans le Pacifique pendant toute la guerre. Il enregistre son premier succès lors de l'attaque du Liberty ship américain Robert J. Walker au large de la côte sud de la Nouvelle-Galles du Sud le 24 décembre 1944 ; le bateau coule le lendemain. Après ce combat, le sous-marin échappe à d'intensives opérations de recherche lancées par l'aviation et la marine australiennes et part pour la Nouvelle-Zélande.
Le U-862 ne trouvant pas de cibles intéressantes en Nouvelle-Zélande, son commandant décide de retourner dans les eaux australiennes en janvier 1945 et d'opérer au nord de Sydney. Il reçoit cependant l'ordre de se replier à la mi-janvier et retourne à Batavia. Pendant son trajet de retour, le sous-marin coule un autre Liberty ship américain, le Peter Silvester, à approximativement 1 520 km au sud-ouest de Fremantle le 6 février 1945. Le Peter Silvester est le dernier bateau allié coulé par l'Axe dans l'océan Indien. Le U-862 arrive à Java à la mi-février 1945. Il s'agit du seul navire de l'Axe connu opérant dans les eaux australiennes en 1945. Après la reddition de l'Allemagne, le U-862 devient le sous-marin japonais I-502, mais il n'est jamais utilisé en opérations
Bien que les Alliés soient avertis de l'approche de la force allemande et réussissent à couler deux des quatre sous-marins, les efforts pour localiser et éliminer le U-862 après qu'il a atteint les eaux australiennes sont continuellement entravés par le manque de bateaux et d'avions adéquats, ainsi que de personnel entrainé et ayant l'expérience de la lutte anti-sous-marine. La côte sud de l'Australie se situant à des milliers de kilomètres des zones de combat et n'ayant pas été touchée par des raids de l'Axe depuis plusieurs années, le fait que les moyens de lutte anti-sous-marine dans la région soient réduits fin 1944-début 1945 n'est pas surprenant.

## Bilan

### Pertes

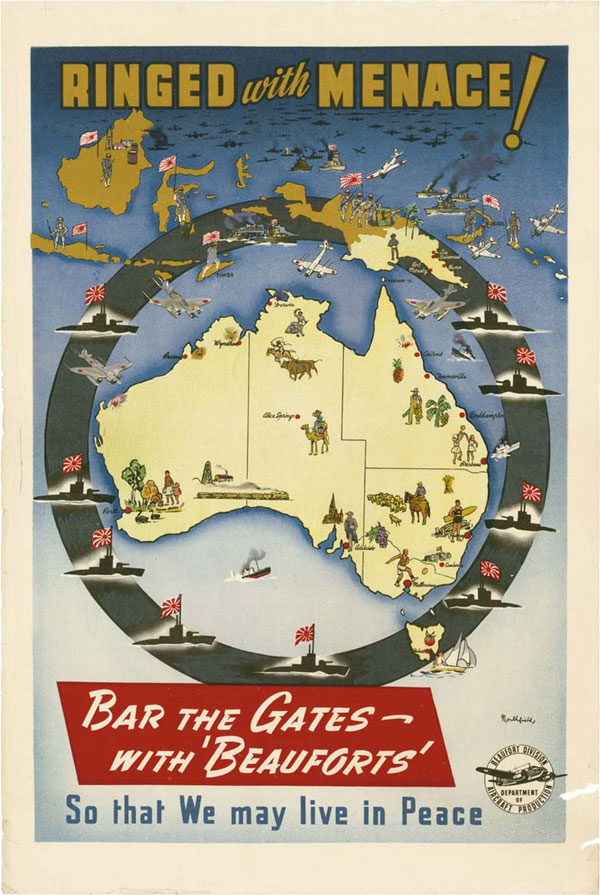
une affiche de propagande australienne de 1942 exagérant le danger des sous-marins japonais pour l'Australie

Six navires de guerre allemands, quatre porte-avions, sept croiseurs et neuf destroyers japonais ainsi que vingt-huit sous-marins allemands et japonais opèrent dans les eaux australiennes entre 1940 et 1945. Ces 54 bâtiments de guerre y coulent 53 navires marchands et deux vaisseaux de la Navy australienne causant la mort de 1 751 marins, civils et militaires des forces alliées. En contrepartie, les Alliés coulent un croiseur auxiliaire allemand, un grand sous-marin et deux sous-marins de poche japonais de type Kō-hyōteki dans les eaux australiennes ce qui cause la mort de 157 marins de l'Axe. Deux sous-marins allemands opérés par 81 militaires sont coulés alors qu'ils se dirigent vers les eaux australiennes,.
- Les six navires allemands et les trois navires japonais opérant dans la zone coulent 18 navires et tuent plus de 826 marins (y compris 82 prisonniers exécutés à bord du Tone en 1944). La bataille entre le Sydney et le Kormoran est l'unique bâtiment de surface de l'Axe coulé dans les eaux australiennes, 78 de ses membres d'équipage trouvent la mort[96].
- Les 17 bateaux de la force navale japonaise qui bombardent Darwin en 1942 coulent neuf navires et tuent 251 personnes, ils perdent quatre avions[97]. 88 marins et civils meurent lors du raid sur Broome en 1942.
- Les 28 sous-marins japonais et allemands qui croisent autour de l'Australie entre 1942 et 1945 coulent 30 bateaux, soit un cumul de 151 000 tonnes ; 654 personnes dont 200 australiens de la marine marchande trouvent la mort à bord de ces bâtiments[98]. On estime aussi que la RAAF perd au moins 23 aéronefs et 104 aviateurs lors d'accidents se déroulant dans le cadre de patrouilles anti-sous-marines menées au large de l'Australie[99]. Les Australiens ne coulent en revanche qu'un sous-marin japonais et deux sous-marins de poche de même nationalité entrés dans la baie de Sydney. 81 japonais sont tués au cours de ces opérations[100].

### Évaluation finale
Bien que le volume de l'activité navale dirigée contre l'Australie reste faible comparé à d'autres campagnes navales de la guerre comme la seconde bataille de l'Atlantique, il n'en reste pas moins que ces attaques constituent « la plus complète et la plus large série d'offensives jamais menée contre l'Australie ». En raison de la taille limitée de la flotte australienne et de l'importance du transport maritime pour l'industrie de ce pays, même des pertes navales limitées pouvaient freiner l'effort de guerre des Alliés dans le théâtre du sud-ouest du Pacifique.
Malgré la vulnérabilité du secteur commercial maritime en Australie, les attaques de l'Axe n'affectent pas de manière importante l'effort de guerre allié. Bien que les croiseurs auxiliaires puissent perturber considérablement la navigation commerciale dans les eaux australiennes, ils n'y coulent que peu de navires et n'opèrent dans ces eaux que de manière très ponctuelle. L'efficacité de la campagne sous-marine japonaise est limitée par le nombre trop faible de sous-marins employés et par des fluctuations dans la doctrine sous-marinière adoptée par l'amirauté japonaise. Ces opérations sont cependant un succès dans la mesure où elles forcent les Alliés à consacrer de nombreuses ressources à la protection des eaux australiennes entre 1942 et fin 1943. La mise en place de convois côtiers entre 1942 et 43 réduit aussi les performances de la marine marchande durant cette période.
Le bilan de la défense australienne et alliée est mitigé. Bien que la menace constituée par les bâtiments de l'Axe soit « anticipée et contrôlée », seule une petite partie des bâtiments ennemis ayant évolué dans les eaux australiennes est repérée et poursuivie. Plusieurs croiseurs auxiliaires allemands peuvent ainsi opérer en toute impunité courant 1940 en raison de la faiblesse du dispositif naval des Alliés dans les eaux australiennes et, la perte du HMAS Sydney est un prix fort à payer pour l'envoi par le fond du Kormoran en 1941. Bien que les autorités australiennes soient promptes à organiser des convois en 1942 et qu'aucun navire convoyé ne soit attaqué cette année-ci, ils ne parviennent pas en 1943 à protéger efficacement les navires convoyés puis à contre-attaquer à la suite des opérations de l'Axe. Des facteurs explicatifs de ces relativement mauvais résultats dans la lutte anti-sous-marine australienne sont à rechercher dans le niveau d'entrainement et d'expérience globalement faible des unités affectées à cette tâche au nombre par ailleurs assez réduit et dans des problèmes de coordination des recherches. Néanmoins, « le succès de la lutte anti-sous-marine ne peut être jugé uniquement à l'aune du nombre de navires coulés » et il est possible que la défense australienne ait considérablement réduit le danger pesant sur la navigation dans les eaux australiennes en compliquant la tâche des sous-marins japonais,.